# Lista de prefeitos de Ituiutaba
Esta é a lista de prefeitos e agentes executivos do município de Ituiutaba, estado brasileiro de Minas Gerais, compreende todos os líderes do município que tomaram posse de forma direta ou indireta, desde sua emancipação política em 16 de setembro de 1901, até os dias de hoje.

## Lista de prefeitos
| N° | Prefeito                        | Imagem                               | Partido                                          | Vice-Prefeito                          | Início do Mandato       | Fim do Mandato                                        | Observações                                                                                |
| -- | ------------------------------- | ------------------------------------ | ------------------------------------------------ | -------------------------------------- | ----------------------- | ----------------------------------------------------- | ------------------------------------------------------------------------------------------ |
| 1  | Augusto Alves Vilela            |                                      | Partido Republicano Mineiro PRM                  | João Martins de Andrade (PRM)          | 16 de setembro de 1901  | 15 de fevereiro de 1905                               | Agente Executivo e Secretário nomeados pelo Presidente de Estado                           |
| 2  | Tobias da Costa Junqueira       |                                      | Partido Republicano Mineiro PRM                  | Gastão Rosa Queiroz (PRM)              | 16 de fevereiro de 1905 | 4 de setembro de 1905                                 | Agente Executivo e Secretário nomeados pelo Presidente de Estado                           |
| 3  | Francisco Alves Vilela          |                                      | Partido Republicano Mineiro PRM                  | Fernando Alexandre de Andrade (PRM)    | 5 de setembro de 1905   | 31 de dezembro de 1907                                | Agente Executivo e Secretário nomeados pelo Presidente de Estado                           |
| 4  | Fernando Alexandre de Andrade   |                                      | Partido Republicano Mineiro PRM                  | Paulo Bartolomeu Borges (PRM)          | 1° de janeiro de 1908   | 31 de dezembro de 1911                                | Agente Executivo e Secretário nomeados pelo Presidente de Estado                           |
| 5  | João Martins de Andrade         |                                      | Partido Republicano Mineiro PRM                  | Gastão Rosa Queiroz (PRM)              | 1° de janeiro de 1912   | 31 de dezembro de 1918                                | Agente Executivo e Secretário nomeados pelo Presidente de Estado                           |
| 6  | Antônio Domingues Franco        |                                      | Partido Republicano Mineiro PRM                  | Geraldo de Araújo Leite (PRM)          | 1° de janeiro de 1919   | 31 de dezembro de 1922                                | Agente Executivo e Secretário nomeados pelo Presidente de Estado                           |
| 7  | João Martins de Andrade         |                                      | Partido Republicano Mineiro PRM                  | Márcio Ribeiro Franco (PRM)            | 1° de janeiro de 1923   | 3 de fevereiro de 1925                                | Agente Executivo e Secretário nomeados pelo Presidente de Estado                           |
| 8  | Antônio Domingues Franco        |                                      | Partido Republicano Mineiro PRM                  | Geraldo de Araújo Leite (PRM)          | 4 de fevereiro de 1925  | 31 de dezembro de 1926                                | Agente Executivo e Secretário nomeados pelo Presidente de Estado                           |
| 9  | Augusto Martins de Andrade      |                                      | Partido Republicano Mineiro PRM                  | Renato Benedetti (PRM)                 | 1° de janeiro de 1927   | 1° de setembro de 1932                                | Agente Executivo e Secretário nomeados pelo Presidente de Estado                           |
| 10 | Jayme Ribeiro da Luz            |                                      | Partido Republicano Mineiro PRM                  | —                                      | 2 de setembro de 1932   | 15 de novembro de 1936                                | Prefeito nomeado pelo Governador de Estado                                                 |
| 11 | Adelino de Oliveira Carvalho    |                                      | Partido Republicano Mineiro PRM                  | —                                      | 15 de novembro de 1936  | 7 de agosto de 1941                                   | Prefeito eleito em sufrágio universal                                                      |
| 12 | Jaime Veloso Meinberg           |                                      | Aliança Liberal AL                               | —                                      | 8 de agosto de 1941     | 10 de fevereiro de 1945                               | Prefeito nomeado pelo Governador de Estado                                                 |
| 13 | Camilo Chaves Júnior            |                                      | Partido Progressista PP                          | —                                      | 11 de fevereiro de 1945 | 4 de novembro de 1945                                 | Prefeito nomeado pelo Governador de Estado                                                 |
| 14 | José Américo de Macedo          |                                      | Partido Progressista PP                          | —                                      | 5 de novembro de 1945   | 14 de agosto de 1946                                  | Prefeito nomeado pelo Governador de Estado                                                 |
| 15 | Adolfo Mário de Andrade         |                                      | Partido Progressista PP                          | —                                      | 15 de agosto de 1946    | 17 de novembro de 1946                                | Prefeito nomeado pelo Governador de Estado                                                 |
| 16 | James de Barros                 |                                      | Partido Social Democrático PSD                   | —                                      | 18 de novembro de 1946  | 22 de dezembro de 1946                                | Prefeito nomeado pelo Governador de Estado                                                 |
| 17 | Camilo Chaves Júnior            |                                      | União Democrática Nacional UDN                   | —                                      | 22 de dezembro de 1946  | 20 de abril de 1947                                   | Prefeito nomeado pelo Governador de Estado                                                 |
| 18 | Omar de Oliveira Diniz          |                                      | Partido Republicano PR                           | Álvaro Brandão de Andrade (UDN)        | 21 de abril de 1947     | 31 de janeiro de 1948                                 | Prefeito nomeado pelo Governador de Estado                                                 |
| 19 | Mário Natal Guimarães           |                                      | Partido Republicano PR                           | Garibaldi de Oliveira Diniz (PSP)      | 1° de fevereiro de 1948 | 30 de janeiro de 1952                                 | Prefeito e vice eleitos em sufrágio universal                                              |
| 20 | David Ribeiro de Gouveia        |                                      | União Democrática Nacional UDN                   | José Vilela Morais, Dr. Juquinha (PDC) | 31 de janeiro de 1952   | 30 de janeiro de 1956                                 | Prefeito e vice eleitos em sufrágio universal                                              |
| 21 | Antônio Souza Martins, Nicota   |                                      | Partido Social Democrático PSD                   | Pedro Roberto Brandão (PSD)            | 31 de janeiro de 1956   | 30 de janeiro de 1959                                 | Prefeito e vice eleitos em sufrágio universal                                              |
| 22 | David Ribeiro de Gouveia        |                                      | União Democrática Nacional UDN                   | Samir Tannus (UDN)                     | 31 de janeiro de 1959   | 30 de janeiro de 1963                                 | Prefeito e vice eleitos em sufrágio universal                                              |
| 23 | José Arcênio de Paula           |                                      | Partido Trabalhista Brasileiro PTB               | Rodolfo Leite de Oliveira (PTB)        | 31 de janeiro de 1963   | 3 de fevereiro de 1964                                | Prefeito e vice eleitos em sufrágio universal                                              |
| 24 | Rodolfo Leite de Oliveira       |                                      | Partido Trabalhista Brasileiro PTB               | —                                      | 4 de fevereiro de 1964  | 30 de maio de 1964                                    | Vice-prefeito eleito no cargo de titular                                                   |
| —  | Geraldo Gouveia Franco          |                                      | União Democrática Nacional UDN                   | —                                      | 29 de maio de 1964      | 30 de janeiro de 1967                                 | Presidente da Câmara no cargo interinamente                                                |
| 25 | Samir Tannús                    |                                      | Aliança Renovadora Nacional ARENA                | Hildo Alves Gouveia (ARENA)            | 31 de janeiro de 1967   | 25 de maio de 1970                                    | Prefeito e vice eleitos em sufrágio universal                                              |
| —  | Gerson Abrão                    |                                      | Aliança Renovadora Nacional ARENA                | —                                      | 26 de maio de 1970      | 6 de julho de 1970                                    | Presidente da Câmara no cargo interinamente                                                |
| 26 | Hildo Alves Gouveia             |                                      | Aliança Renovadora Nacional ARENA                | —                                      | 7 de julho de 1970      | 31 de dezembro de 1970                                | Vice-prefeito eleito no cargo de titular                                                   |
| 27 | Álvaro Otávio Macedo de Andrade |                                      | Aliança Renovadora Nacional ARENA                | Flávio Franco (ARENA)                  | 1° de janeiro de 1971   | 30 de janeiro de 1973                                 | Prefeito e vice eleitos em sufrágio universal                                              |
| 28 | Fued José Dib                   |                                      | Movimento Democrático Brasileiro MDB             | Luiz Alberto Franco Junqueira (MDB)    | 31 de janeiro de 1973   | 30 de janeiro de 1977                                 | Prefeito e vice eleitos em sufrágio universal                                              |
| 29 | Acácio Alves Cintra Sobrinho    |                                      | Movimento Democrático Brasileiro MDB             | Eurípedes de Costa Mello (MDB)         | 31 de janeiro de 1977   | 31 de janeiro de 1983                                 | Prefeito e vice eleitos em sufrágio universal                                              |
| 30 | Romel Anízio Jorge              |                                      | Partido Democrático Social PDS                   | Gilberto Aparecido Severino (PDS)      | 1° de fevereiro de 1983 | 31 de dezembro de 1988                                | Prefeito e vice eleitos em sufrágio universal                                              |
| 31 | Gilberto Aparecido Severino     |                                      | Partido Democrático Social PDS                   | João Batista Arantes da Silva (PFL)    | 1° de janeiro de 1989   | 31 de dezembro de 1992                                | Prefeito e vice eleitos em sufrágio universal                                              |
| 32 | João Batista Arantes da Silva   |                                      | Partido da Frente Liberal PFL                    | Carlos Melo (PL)                       | 1° de janeiro de 1993   | 31 de dezembro de 1996                                | Prefeito e vice eleitos em sufrágio universal                                              |
| —  | Públio Chaves                   |                                      | Partido do Movimento Democrático Brasileiro PMDB | Luiz Pedro Corrêa do Carmo (PFL)       | 1° de janeiro de 1997   | 31 de dezembro de 2000                                | Prefeito e vice eleitos em sufrágio universal                                              |
| 33 | Públio Chaves                   | 1° de janeiro de 2001                | Partido do Movimento Democrático Brasileiro PMDB | Luiz Pedro Corrêa do Carmo (PFL)       | 31 de dezembro de 2004  | Prefeito e vice reeleitos em sufrágio universal       |                                                                                            |
| 34 | Fued José Dib                   |                                      | Partido Liberal PL                               | Abatênio Marques (PP)                  | 1° de janeiro de 2005   | 31 de dezembro de 2008                                | Prefeito e vice eleitos em sufrágio universal                                              |
| 35 | Públio Chaves                   |                                      | Partido do Movimento Democrático Brasileiro PMDB | Luiz Pedro Corrêa do Carmo (DEM)       | 1° de janeiro de 2009   | 21 de março de 2010                                   | Prefeito e vice eleitos em sufrágio universal                                              |
| 36 | Luiz Pedro Corrêa do Carmo      |                                      | Democratas DEM                                   | —                                      | 21 de março de 2010     | 31 de dezembro de 2012                                | Vice-Prefeito eleito efetivado no cargo, pela renúncia do titular para tratamento de saúde |
| 37 | Luiz Pedro Corrêa do Carmo      | Públio Chaves Júnior (PMDB)          | Democratas DEM                                   | 1° de janeiro de 2013                  | 31 de dezembro de 2016  | Prefeito e vice eleitos em sufrágio universal         |                                                                                            |
| 38 | Fued José Dib                   |                                      | Partido do Movimento Democrático Brasileiro PMDB | Gilberto Bernal (PSDB)                 | 1° de janeiro de 2017   | 31 de dezembro de 2020                                | Prefeito e vice eleitos em sufrágio universal                                              |
| 39 | Leandra Guedes Ferreira         |                                      | Avante AVANTE                                    | Silvio Divino Vilarinho (Avante)       | 1° de janeiro de 2021   | 31 de dezembro de 2024                                | Prefeita e vice eleitos em sufrágio universal                                              |
| 39 | Leandra Guedes Ferreira         | Douglas Rodrigues Guimarães (Avante) | Avante AVANTE                                    | 1° de janeiro de 2025                  | Atualidade              | Prefeita eleita e vice reeleito em sufrágio universal |                                                                                            |